# Céu Azul
Céu Azul ist ein brasilianisches Munizip im Westen des Bundesstaats Paraná. Es hat 11.087 Einwohner (2022), die sich Céu-Azulenser nennen. Seine Fläche beträgt 1.179 km². Es liegt 636 Meter über dem Meeresspiegel.

## Etymologie
Die ersten Bewohner schlugen ihr Lager auf dem Hügel auf, auf dem sich heute die Pfarrkirche befindet. Sie beobachteten, dass der Himmel klar und himmelblau war und sich in Richtung Park in dunklem Blau präsentierte. Deshalb beschlossen sie, ihren Ort Céu Azul (deutsch: Blauer Himmel) zu nennen. Ursprünglich hatte es auch Befürworter der Namen Ivete und Ibiapó gegeben.

## Geschichte

### Besiedlung
Die Besiedlung der Gemeinde begann im Jahr 1952 mit der Colonizadora Pinho e Terras Ltda. Alfredo Paschoal Ruaro, Emilio Henrique Gomez und Reinaldo Antonio Biazus übernahmen die Geschäftsführung.
Auf Einladung von Ruaro kamen einige Familienväter aus Rio Grande do Sul, um Vorarbeiten zu leisten, und holten 1953 ihre Familien nach.
Im Jahr 1960 entstand ein Migrationsstrom aus dem Norden Paranás und Brasiliens. Die Zuzügler ließen sich im nördlichen Teil des Munizips, dem heutigen Vera Cruz do Oeste, nieder. 
Im Oktober 1964 kamen mehrere deutschstämmige Familien aus Piratuba (Santa Catarina) unter der Leitung von Arnoldo Thrun nach Céu Azul. Bald darauf kamen die Familie Bazzo aus Joaçaba (SC) und die Familie Gomez aus Erechim (RS). Sie waren Lutheraner und trugen viel zur Entwicklung von Céu Azul bei.
Eines der ersten Anliegen der Einwanderer war der Bau der katholischen Kirche. Als Schutzpatron wählten sie den heiligen Josef von Nazaret, der wie die meisten der Neuankömmlinge von Beruf Zimmermann war. Damals waren die Gemeinden der Pfarrei Foz do Iguaçu unterstellt, später gehörte die Kapelle von Céu Azul zunächst zu Medianeira und dann zu Matelândia. Erst 1964 wurde die örtliche Pfarrei gegründet, deren erster Vikar Rafael Piveta war.

### Erhebung zum Munizip
Céu Azul wurde durch das Staatsgesetz Nr. 5407 vom 8. Oktober 1966 aus Matelândia ausgegliedert und in den Rang eines Munizips erhoben. Es wurde am 22. Dezember 1968 als Munizip installiert.

## Geografie

### Fläche und Lage
Céu Azul liegt auf dem Terceiro Planalto Paranaense (der Dritten oder Guarapuava-Hochebene von Paraná). Seine Fläche beträgt 1179 km². Es liegt auf einer Höhe von 636 Metern.

### Vegetation
Das Biom von Céu Azul ist Mata Atlântica.

### Klima
Das Klima ist gemäßigt warm. Es werden hohe Niederschlagsmengen verzeichnet (2155 mm pro Jahr). Im Jahresdurchschnitt liegt die Temperatur bei 20,7 °C. Die Klimaklassifikation nach Köppen und Geiger lautet Cfa.

### Gewässer
Céu Azul liegt in den Einzugsgebieten des Rio Paraná und des Rio Iguaçu. Dieser bildet die südliche Grenze des Munizips. Die westliche Grenze folgt dem Verlauf des rechten Iguaçu-Nebenflusses Rio Floriano. Die nördliche Grenze bildet der Rio São Francisco Falso (Braço Norte), der in Richtung Paraná fließt.

### Straßen
Céu Azul liegt an der BR-277, die Foz do Iguaçu mit dem Hafen Paranaguá verbindet
Durch Céu Azul verlief seit vorkolumbischen Zeiten eine Nebenstrecke des Peabiru-Wegs vom Atlantik nach Peru. Diese Nebenstrecke ging vom Mittellauf des Paranapanema bei Jardim Olinda in südwestlicher Richtung nach Santa Catarina und durchquerte das Gebiet von Céu Azul. Nach der Zerstörung der Reduktionen, die die Jesuiten im heutigen Paraná zum Schutz der Ureinwohner eingerichtet hatten, geriet der Weg in Vergessenheit.

### Nachbarmunizipien
|            | Vera Cruz do Oeste und São Pedro do Iguaçu  | Santa Tereza do Oeste |
|            | Kompassrose, die auf Nachbargemeinden zeigt |                       |
| Matelândia | Capanema                                    |                       |

## Stadtverwaltung
Bürgermeister: Laurindo Sperotto, PP (2021–2024)
Vizebürgermeister: Rui Carlos Maccari, PSL (2021–2024)

## Demografie

### Bevölkerungsentwicklung
| Jahr | Einwohner | Stadt | Land |
| ---- | --------- | ----- | ---- |
| 1970 | 23.219    | 18 %  | 82 % |
| 1980 | 25.441    | 46 %  | 54 % |
| 1991 | 10.586    | 55 %  | 45 % |
| 2000 | 10.445    | 69 %  | 31 % |
| 2010 | 11.032    | 76 %  | 24 % |
| 2022 | 11.087    |       |      |

Quelle: IBGE (2011) und Volkszählung 2022

### Ethnische Zusammensetzung
| Gruppe * | 1991    | 2000    | 2010    | wer sich als …                                                                   |
| --- | ------- | ------- | ------- | -------------------------------------------------------------------------------- |
| Weiße | 76,5 %  | 84,3 %  | 71,9 %  | weiß bezeichnet                                                                  |
| Schwarze | 2,6 %   | 2,1 %   | 1,3 %   | schwarz bezeichnet                                                               |
| Gelbe | 0,0 %   | 0,1 %   | 0,3 %   | von fernöstlicher Herkunft wie japanisch, chinesisch, koreanisch etc. bezeichnet |
| Braune | 20,7 %  | 12,4 %  | 26,3 %  | braun oder als Mischung aus mehreren Gruppen bezeichnet                          |
| Indigene | 0,2 %   | 0,0 %   | 0,2 %   | Ureinwohner oder Indio bezeichnet                                                |
| ohne Angabe | 0,0 %   | 1,0 %   | 0,0 %   |                                                                                  |
| Gesamt | 100,0 % | 100,0 % | 100,0 % |                                                                                  |
| *) Das IBGE verwendet für Volkszählungen ausschließlich diese fünf Gruppen. Es verzichtet bewusst auf Erläuterungen. Die Zugehörigkeit wird vom Einwohner selbst festgelegt. |         |         |         |                                                                                  |

Quelle: IBGE (Stand: 1991, 2000 und 2010)

## Kultur und Sehenswürdigkeiten
Den südlichen Teil des Munizipgebiets nimmt der Nationalpark Iguaçu ein, der sich entlang dem Nordufer des Iguaçu von Santa Tereza do Oeste bis nach Foz do Iguaçu erstreckt.

## Wirtschaft

### Kennzahlen
Mit einem Bruttoinlandsprodukt pro Einwohner von 51.482,64 R$ bzw. rund 11.400 € lag Céu Azul 2019 auf dem 28. Platz im höchsten Viertel der 399 Munizipien Paranás.
Sein hoher Index der menschlichen Entwicklung von 0,732 (2010) setzte es auf den 76. Platz ebenfalls im besten Viertel der paranaischen Munizipien.